# Amphiura pusilla
Amphiura pusilla är en ormstjärneart som beskrevs av John Keith Marshall Lang Farquhar 1897. Amphiura pusilla ingår i släktet Amphiura och familjen trådormstjärnor. Inga underarter finns listade i Catalogue of Life.